# 白宗憲
白宗憲（：／ Paik Jong-hun，1962年12月23日—），大韓民國保守派政治人物，現任韓國國會議員。